# Toquín, La Grandeza
Toquín är en ort i Mexiko.   Den ligger i kommunen La Grandeza och delstaten Chiapas, i den sydöstra delen av landet, 900 km sydost om huvudstaden Mexico City. Toquín ligger 2 028 meter över havet och antalet invånare är 346.
Terrängen runt Toquín är bergig åt sydost, men åt nordväst är den kuperad. Runt Toquín är det ganska tätbefolkat, med 96 invånare per kvadratkilometer. Närmaste större samhälle är El Porvenir de Velasco Suárez, 9,3 km sydväst om Toquín. I omgivningarna runt Toquín växer huvudsakligen savannskog.